# Vicenç Prat i Brunet
Vicenç Prat i Brunet (Manresa, 1902 – Barcelona, 1957) fou un escriptor i polític, joier de professió. Fou membre de la Joventut Nacionalista de la Lliga i més tard d'Acció Catalana. Fou un intel·lectual actiu del moment cultural de l'època. Cantaire a l'Orfeó Manresà. Amb Joan Baptista Claret van muntar una biblioteca circulant, sota l'escut de "Ciutat" i en una cambra de l'Orfeó.
Durant la dictadura de Primo de Rivera va ser processat i empresonat per l'afer d'un esborrany de telegrama insultant per al dictador. Col·laborava a "L'Om", "Ciutat", "El Pla de Bages", "La Veu de Catalunya" i "El Dia".
Fou elegit regidor de cultura a l'ajuntament de Manresa a les eleccions municipals de gener de 1934, càrrec que simultaniejà amb els de president de la Comissió de Cultura, secretari de l'Escola d'Arts i Oficis, vocal de la Junta del Conservatori i del Consell Local de 1a Ensenyança, president del Foment de Turisme i president d'Acció Catalana. Aquesta intensa activitat repercutí negativament en el seu estat de salut i hagué de ser hospitalitzat.
Fou empresonat arran dels fets d'octubre del 1934. Amb les eleccions del 1936, tornà al seu càrrec de regidor però per molt poc temps, ja que es traslladà a viure a Barcelona. Va exiliar-se a França del 1939 al 1942.
Fou autor de: “Un Llibre Verd (visió parcial de Manresa)”, il·lustrat amb dibuixos d'Anselm Corrons (1932); “Romanços d'amor i de guerra” (1937); “Memòries” (1952) (autobiografia sobre la seva activitat política i social) i “França” (1939-1942)(manuscrit sobre la seva estada a l'exili)